# Lomo Pelado (El Rosario)
Lomo Pelado es una entidad de población del municipio de El Rosario, en la isla de Tenerife —Canarias, España—.

## Características
Se encuentra situado a apenas dos kilómetros al sur del centro municipal, a una altitud media de 894 m s. n. m. Ocupa una superficie de 1,26 km², gran parte de la cual se corresponde con campos de cultivo.
Cuenta con el colegio CEIP Lomo Pelado, el pabellón municipal de deportes José Martín Martín y un parque infantil.
Se trata de un núcleo agrícola.

## Demografía
| Año        | 2000 | 2001 | 2002 | 2003 | 2004 | 2005 | 2006 | 2007 | 2008 | 2009 | 2010 | 2011 | 2012 | 2013 |
| ---------- | ---- | ---- | ---- | ---- | ---- | ---- | ---- | ---- | ---- | ---- | ---- | ---- | ---- | ---- |
| Habitantes | 529  | 539  | 537  | 539  | 542  | 560  | 559  | 570  | 548  | 543  | 531  | 533  | 538  | 544  |

## Fiestas
El núcleo de Lomo Pelado, junto con Las Barreras y Las Rosas, celebra fiestas en honor a Nuestra Señora de Los Dolores en el mes de octubre.

## Comunicaciones
Se accede a través de la calle de Bethencourt y del Camino del Centro.